# Nigrische Partei für Selbstverwaltung
Die Nigrische Partei für Selbstverwaltung (französisch: Parti Nigérien pour l’Autogestion-Al’ouma, Kürzel: PNA-Al’ouma) ist eine politische Partei in Niger.

## Geschichte
Die konservative Partei wurde am 2. Februar 1997 unter der Führung von Sanoussi Jackou gegründet. Jackou, der Hausa und Tuareg zu seinen Vorfahren zählte, war zuvor aus der von ihm ebenfalls mitbegründeten Partei CDS-Rahama ausgeschlossen worden, weil er entgegen der Parteilinie mit dem Regime von Staatspräsident Ibrahim Baré Maïnassara zusammenarbeitete. Bald nach der Parteigründung des PNA-Al’ouma wechselte Jackou ins Lager der Opposition gegen Baré Maïnassara.
Dem PNA-Al’ouma gelang der Einzug in die Nationalversammlung, als er bei den Parlamentswahlen von 2004 in einem Wahlbündnis mit dem PNDS-Tarayya antrat. Der PNA-Al’ouma erhielt einen Sitz in der Nationalversammlung, der vom Parteivorsitzenden Jackou besetzt wurde. Offiziell verbündet mit der Oppositionspartei PNDS-Tarayya, unterstützte der PNA-Al’ouma zugleich Staatspräsident Mamadou Tandja bei dessen internem Machtkampf in der Regierungspartei MNSD-Nassara. Als Staatspräsident Tandja nach einer in der Verfassung nicht vorgesehenen dritten Amtszeit strebte, wurde dies von Sanoussi Jackou zunächst abgelehnt, dann nach zunehmender Schwächung des Oppositionslagers unterstützt. Mamadou Tandja schaltete das Parlament aus und ließ – nach einer Bestätigung seiner dritten Amtszeit durch das Verfassungsreferendum von 2009 – die Parlamentswahlen von 2009 stattfinden, die von den meisten großen Oppositionsparteien boykottiert wurden. Der PNA-Al’ouma trat an, diesmal ohne Mitglied eines Wahlbündnisses zu sein, und gewann erneut einen Sitz in der Nationalversammlung.
Seit dem Sturz Mamadou Tandjas durch Salou Djibo im Februar 2010 und den Parlamentswahlen von 2011 ist die Nigrische Partei für Selbstverwaltung nicht mehr in der Nationalversammlung vertreten. Im Zuge einer Regierungsumbildung ernannte Staatspräsident Mahamadou Issoufou 2013 die Luftfahrtexpertin Rakiatou Kaffa-Jackou, Mitglied des PNA-Al’ouma und Tochter des Parteigründers, zur beigeordneten Ministerin für industrielle Entwicklung. Sanoussi Jackou starb im Juli 2022. Statutengemäß übernahm Rakiatou Kaffa-Jackou, die bisherige stellvertretende Parteivorsitzende, am 8. August 2022 den Parteivorsitz.